# Semailles humaines
Semailles humaines (titre original : The Seedling Stars) est un roman de science-fiction écrit par James Blish et publié en 1957.

## Résumé
Dans un futur très lointain les humains ont mis en place un programme visant à répandre l'humanité à travers l'univers.
Des êtres génétiquement modifiés sont créés afin de s'adapter aux planètes qu'ils doivent conquérir.
Semailles humaines se divise en quatre livres, trois relatant différentes histoires d'« hommes adaptés » sur des planètes aux conditions de vie différentes et le quatrième servant de conclusion. 
Les quatre livres ont été initialement publiés sous la forme de quatre nouvelles indépendantes dans trois revues américaines de science-fiction entre 1952 et 1956, puis rassemblées en un fix-up en 1957 pour la publication par Gnome Press.
1. Seeding Program (F&SF 1956)
2. The Thing in the Attic  (If 1954)
3. Surface Tension (Galaxy 1952)
4. Watershed (If 1955)

### Livre premier
Le livre premier relate l'histoire de Sweeney, un homme adapté au froid extrême envoyé sur Ganymède, la troisième lune de Jupiter, afin de livrer au gouvernement terrien les hommes adaptés qui y vivent.

### Livre deuxième
Le deuxième livre décrit l'adaptation sur la planète Tellura. Des êtres à l'aspect simiesque vivant dans les arbres, qui, chassés par leur clan, se retrouvent confrontés à des situations de survie extrême, vont, au bout de leur aventure, tomber nez à nez avec des semeurs humains.

### Livre troisième
Le livre troisième raconte la création, l'adaptation et la conquête d'une espèce humaine microscopique sur la planète Hydrot.
Un vaisseau de colons terriens s'écrase sur Hydrot, une planète éloignée semblable à la Terre, mais dont les seuls continents sont complètement recouverts de mares peu profondes abritant des formes de vie microscopiques. Les humains étant incapables de survivre sur Hydrot, ils doivent modifier génétiquement leurs descendants pour les adapter à la planète : ils créent ainsi une espèce d'humanoïdes aquatiques minuscules capables de coloniser Hydrot, conformément à leur mission.
L'histoire se concentre principalement sur un groupe de ces humanoïdes et leurs efforts d'exploration et d'adaptations technologiques. Ils développent en particulier un « vaisseau spatial » (ou plus exactement un « vaisseau aérien ») qui leur permet de vaincre la tension superficielle de l'eau, précédemment un obstacle infranchissable pour eux. Ils peuvent ainsi voyager dans l'espace hostile (l'air libre) pour rejoindre d'autres mondes (des mares voisines).

### Livre quatrième
Le livre quatrième, servant de conclusion, relate au travers le quasi-monologue d'un homme adapté à tête de phoque comment les humains d'origine sont dorénavant une race minoritaire dans l'univers.

## La pantropie, une alternative à la terraformation
James Blish présente la pantropie comme une réelle alternative à la terraformation.
Adapter l'espèce humaine aux planètes qu'elle colonise plutôt que l'inverse permet de faire l'économie du temps et des ressources nécessaires à une terraformation et de profiter à la fois de l'intelligence humaine et des caractéristiques propres à chaque nouvelle espèce.

## Publications
- James Blish, Semailles humaines, Édition J'ai lu no 752, 1977  (ISBN 0-575-07239-3)